# Рид, Пейтон
Пейтон Рид (англ. Peyton Reed; род. 3 июля 1964 г.) — американский режиссёр кино и телевидения.

## Биография
Пейтон Рид родился в Роли, Северной Каролине и поступил «Университет Северной Каролины в Чапел-Хилл». Рид снял полнометражные фильмы «Добейся успеха», «К чёрту любовь!» и «Развод по-американски»; все являются комедийными фильмами.
В 2008 году Рид снял фильм Всегда говори «Да» с Джимом Керри в главной роли. Этот фильм является адаптацией автобиографического романа Дэнни Уоллеса о его решении говорить «да» на каждое предложение, приглашение, изменение и возможность, какие ему только предлагали.
7 июля 2014 года было объявлено, что Рид заменит Эдгара Райта в качестве режиссёра фильма «Человек-муравей».
Недавно его добавили в список кандидатов на пост режиссёра наступающего байопического фильма о Брайане Эпстайне, названного «Пятый жук».
В данный момент Рид разведён и живёт в округе Лос-Анджелес.

## Фильмография
Полнометражные фильмы
- 2000 — Добейся успеха / Bring It On
- 2003 — К чёрту любовь! / Down with Love
- 2006 — Развод по-американски / The Break-Up
- 2008 — Всегда говори «Да» / Yes Man
- 2015 — Человек-муравей / Ant-Man
- 2018 — Человек-муравей и Оса / Ant-Man and the Wasp
- 2023 — Человек-муравей и Оса: Квантомания / Ant-Man and the Wasp: Quantumania

Телевидение
- 1991 — Назад в будущее / Back to the Future
- 1997 — Фольксваген-жук / The Love Bug
- 2008 — Кашемировая мафия / Cashmere Mafia (пилот)
- 2011 — Новенькая / New Girl
- 2019 — Единорог / The Unicorn
- 2020 — Мандалорец / The Mandalorian